# Хлинкова Гарда
Хлинкова гарда (слч. Hlinkova garda; скраћено ХГ) је била милиција коју је водила Словачка народна партија у периоду од 1938. до 1945. године. Добила је име по Андреју Хлинки.
Хлинкиној гарди је претходила организација Родобрана, која је постојала од 1923. до 1927. године, када су чехословачке власти наредиле њено распуштање. Током кризе изазване Хитлеровим захтевом за Судетима (у лето 1938.) спонтано је настала Хлинкова гарда, а 8. октобра те године, недељу дана пошто је Хитлеров захтев прихваћен на Минхенској конференцији, гарда је била званично успостављена.Карољ Сидор (1901–1953) је био првим командант.

Гарда је била позната по учешћу у Холокаусту у Словачкој; чланови су присвојили јеврејску имовину и окупљали су Јевреје за депортацију 1942. У новембру 1938, Хлинкова гарда је учествовала у депортацији хиљада Јевреја. Године 1942. гарда је била укључена у депортацију скоро 60.000 словачких Јевреја у окупирану Пољску. Жртве су имале само четири сата упозорења, како би се пречили да побегну. Премлаћивање и бријање под присилом били су уобичајена појава, као и подвргавање Јевреја инвазивним претрагама како би се откриле скривене драгоцености. Неки чувари су искористили свој положај да силују Јеврејке.
Новембра 1938, гарда је учествовала у депортацији хиљада Јевреја . Године 1942. гарда је била укључена у депортацију скоро 60.000 словачких Јевреја у окупирану Пољску. Жртве су имале само четири сата упозорења, како би се пречили да побегну. Премлаћивање и бријање под присилом били су уобичајена појава, као и подвргавање Јевреја инвазивним претрагама како би се откриле скривене драгоцености. Неки чувари су искористили свој положај да силују Јеврејке.
У послератном периоду, према једном од Бенешевих декрета, бр. 16/1945 зв., за чланство у Хлинковој гарди била је предвиђена казна од 5 до 20 година затвора.
Током 2010-их, униформе Хлинкове гарде поново су се појавиле у Словачкој као омиљене униформе политичара Маријана Котлебе и његове странке Наша Словачка. Котлебина група је направила мање измене на униформама, јер је ношење оригиналних униформи и даље нелегално у Словачкој.